# Punta Austin
La punta Austin 54°31′S 36°30′O / -54.517, -36.500 es un notable promontorio oscuro que cierra por el norte al puerto Ondina Sur. sobre la costa sudoeste de la isla San Pedro, en el archipiélago de las Georgias del Sur.
En su lado septentrional, se desliza al mar el gran glaciar Reusch. Además se encuentra a 3 km al nornoroeste de punta León y al sudeste de la bahía Newark.